# Альпталь
Альпталь (нем. Alpthal) — коммуна в Швейцарии, в кантоне Швиц.
Входит в состав округа Швиц. Население составляет 528 человек (на 31 декабря 2007 года). Официальный код  —  1361.

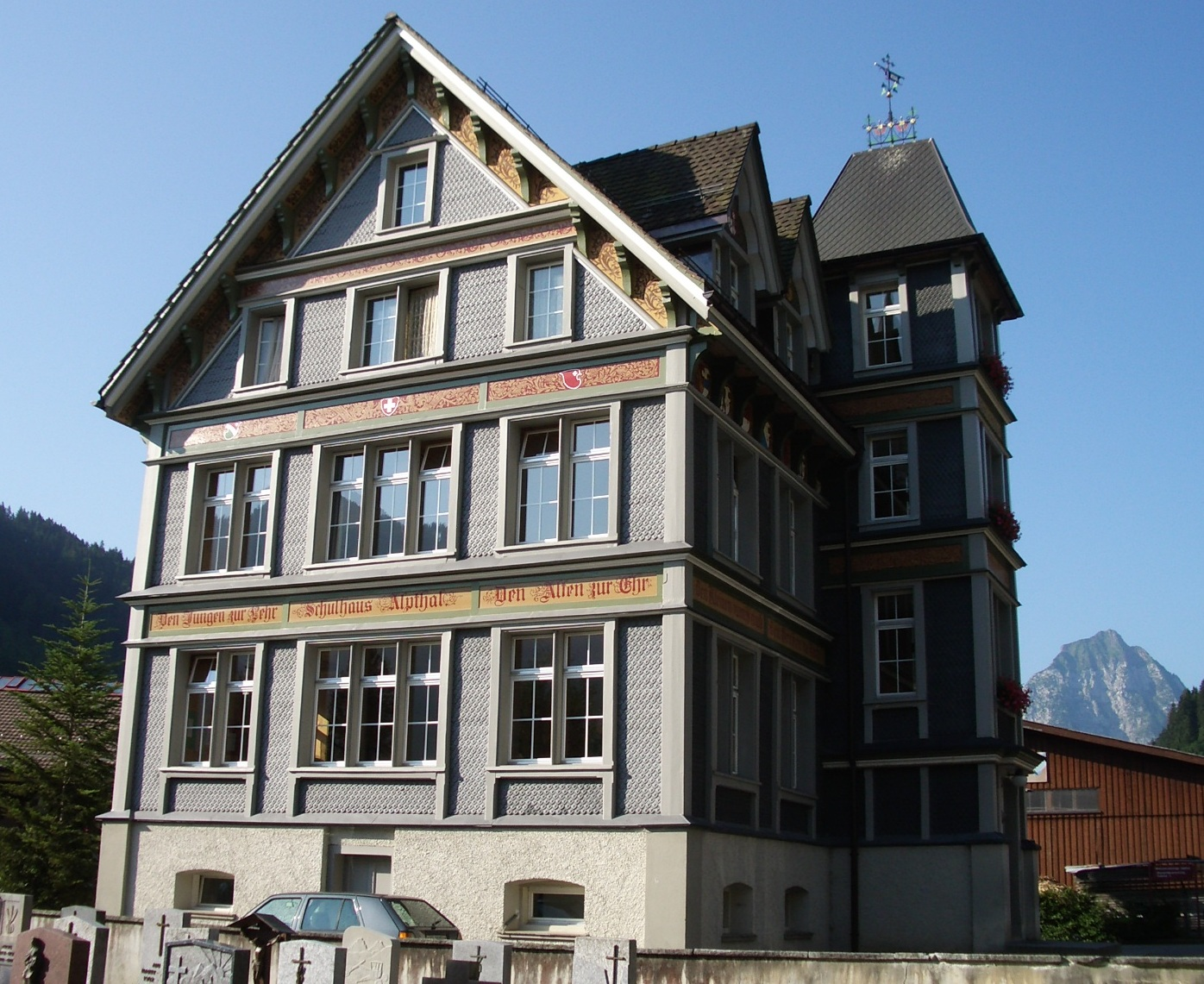
Альпталь